# Philippe Berlin
Pour les articles homonymes, voir Berlin (homonymie).
Philippe Berlin, né le 25 mars 1956 à Meknès, est un footballeur français ayant évolué pendant la majeure partie de sa carrière au Stade rennais.

## Carrière
Formé à l'INF Vichy puis au Stade rennais, Philippe Berlin commence sa carrière professionnelle dans ce dernier club, en disputant un match de Division 1 face au Nîmes Olympique le 8 juin 1977. Par la suite, il devient l'inamovible arrière gauche titulaire au sein de la défense rennaise, et ce durant six saisons. Berlin fait office de successeur de Louis Cardiet, qui n'avait pas été durablement remplacé depuis son départ du club en 1973.
À l'exception de son premier match professionnel, Philippe Berlin ne connaîtra que la deuxième division avec le Stade rennais, au cours de l'une des périodes les plus noires de l'histoire du club breton. Les années passant, il devient capitaine de l'équipe,, et même intendant général du club. En 1983, alors qu'il vient enfin de mener son équipe à la remontée en Division 1, Philippe Berlin quitte la Bretagne pour rejoindre le Stade de Reims... en Division 2. Il ne reste qu'une saison avec le prestigieux club champenois, avant d'arrêter sa carrière professionnelle, à 28 ans seulement.

## Palmarès
- 1983 : Champion de France de Division 2 avec Rennes